# Liste der Kulturdenkmale im Gebiet Äußere Dresdner / Pöhlauer Straße
Die Liste der Kulturdenkmale im Gebiet Äußere Dresdner / Pöhlauer Straße enthält die in der amtlichen Denkmalliste des Landesamtes für Denkmalpflege Sachsen ausgewiesenen Kulturdenkmale im Zwickauer Stadtteil Gebiet Äußere Dresdner / Pöhlauer Straße.

## Legende
- Bild: Bild des Kulturdenkmals, ggf. zusätzlich mit einem Link zu weiteren Fotos des Kulturdenkmals im Medienarchiv Wikimedia Commons. Wenn man auf das Kamerasymbol klickt, können Fotos zu Kulturdenkmalen aus dieser Liste hochgeladen werden:
- Bezeichnung: Denkmalgeschützte Objekte und ggf. Bauwerksname des Kulturdenkmals
- Lage: Straßenname und Hausnummer oder Flurstücknummer des Kulturdenkmals. Die Grundsortierung der Liste erfolgt nach dieser Adresse. Der Link (Karte) führt zu verschiedenen Kartendiensten mit der Position des Kulturdenkmals. Fehlt dieser Link, wurden die Koordinaten noch nicht eingetragen. Sind diese bekannt, können sie über ein Tool mit einer Kartenansicht einfach nachgetragen werden. In dieser Kartenansicht sind Kulturdenkmale ohne Koordinaten mit einem roten bzw. orangen Marker dargestellt und können durch Verschieben auf die richtige Position in der Karte mit Koordinaten versehen werden. Kulturdenkmale ohne Bild sind an einem blauen bzw. roten Marker erkennbar.
- Datierung: Baubeginn, Fertigstellung, Datum der Erstnennung oder grobe zeitliche Einordnung entsprechend des Eintrags in der sächsischen Denkmaldatenbank
- Beschreibung: Kurzcharakteristik des Kulturdenkmals entsprechend des Eintrags in der sächsischen Denkmaldatenbank, ggf. ergänzt durch die dort nur selten veröffentlichten Erfassungstexte oder zusätzliche Informationen
- ID: Vom Landesamt für Denkmalpflege Sachsen vergebene, das Kulturdenkmal eindeutig identifizierende Objekt-Nummer. Der Link führt zum PDF-Denkmaldokument des Landesamtes für Denkmalpflege Sachsen. Bei ehemaligen Kulturdenkmalen können die Objektnummern unbekannt sein und deshalb fehlen bzw. die Links von aus der Datenbank entfernten Objektnummern ins Leere führen. Ein ggf. vorhandenes Icon  führt zu den Angaben des Kulturdenkmals bei Wikidata.

## Gebiet Äußere Dresdner / Pöhlauer Straße
| Bild                                    | Bezeichnung | Lage                             | Datierung                   | Beschreibung | ID       |
| --------------------------------------- | --- | -------------------------------- | --------------------------- | --- | -------- |
|                                         | Sachgesamtheit Wilhelmschacht: Westliche Halde des ehemaligen Wilhelmschachtes I des Zwickau-Oberhohndorfer Steinkohlenbau-Vereins und Reste der Kohlewäsche (Anschrift: Wildenfelser Straße 65, keine Einzeldenkmale) (siehe auch Sachgesamtheitsdokument Wilhelmschacht II und Wilhelmschacht III, Reinsdorf, OT Reinsdorf, Wiesenaue bei Nr. 2 – Obj. 09238846) | (Karte)                          | 1857–1936 (Halde)           | markante ortsbildprägende Halde. Tafelhalde: begonnen 1857, beendet 1936, Material: Wasch- und Grubenberge, Grundfläche: 15,3 ha, Höhe: 45 m, Böschungswinkel: 35°, Schütttechnologie: mit Förderwagen, 5.000.000 m³ 1854 Zwickau-Oberhohndorfer Steinkohlenbau-Verein gegründet, 1857 Beginn des Abteufens, 1937 Verfüllen des Schachtes. Kohlewäsche: ruinöse Mauerreste erhalten (Gem. Oberhohndorf, Flurstück 179/30, Wildenfelser Str. 65) Die Flurstücke 1842a und 1843 befinden sich auf Zwickauer Flur und gehören zum Ortsteil Innenstadt. | 09247697 |
| Direkt Bild zu diesem Denkmal hochladen | Aussichtspavillon | Am Brückenberg (Karte)           | um 1900 (Aussichtspavillon) | ortsgeschichtlich und landschaftsgestaltend von Bedeutung. | 09231538 |
| Direkt Bild zu diesem Denkmal hochladen | Wohnhaus in offener Bebauung | Am Brückenberg 6 (Karte)         | um 1840                     | landschaftsprägender Putzbau in gutem Originalzustand. Zweigeschossiger Putzbau, massiv, Seitenrisalit mit Pilastergliederung und Dreieckgiebel, Fensterbankgesims im Obergeschoss, vorkragende Sohlbänke aus Naturstein, um Fensteröffnungen Putzfaschen, mehrteilige sprossengeteilte Fenster mit Winterfenstern, Satteldach, direkt am Muldenufer gelegen, allein stehend, weithin sichtbar, in seiner architektonischen Ausbildung an Landhäuser erinnernd, in Zwickau diese Bauauffassung nur selten anzutreffen. | 09231390 |
| Weitere Bilder                          | Ehem. Straßenbrücke in Stahlnietkonstruktion mit den dazugehörigen Anschlussgeländern an den beiden Brückenauffahrten, heute Fußgängerbrücke (Paradiesbrücke) | Äußere Dresdner Straße (Karte)   | 1899–1901                   | markante Eisenbrücke, einzige erhaltene Brücke dieser Art in Zwickau in anspruchsvoller Gestaltung, von technikgeschichtlicher und baugeschichtlicher Bedeutung. Ausgangs des 19. Jahrhunderts wurde die alte hölzerne Paradiesbrücke den gestiegenen, aus der Industrialisierung resultierenden Anforderungen an die Verkehrswege nicht mehr gerecht. Zur besseren Verkehrsanbindung der Stadt wurde deshalb im Jahr 1900 eine neue Stahlbrücke nach dem Ausleger-Träger-Prinzip mit 12 Metern Nutzbreite für Fahrverkehr und Fußgänger errichtet. Die Konstruktion des von der alten Holzbrücke ca. 22 Meter flussabwärts entstehenden Bauwerkes musste den durch den Bergbau verursachten Bodensenkungen standhalten. Den Zuschlag für die Stahlkonstruktion erhielt die Fabrik für Brückenbau und Eisen-Constructionen Beuchelt & Co aus Grünberg in Schlesien. Die Granit-Pfeilerkonstruktion errichtete der bekannte Zwickauer Baumeister Hugo Frey mit Bruchsteinmaterial aus Wolfersgrün, Oberplanitz und Saupersdorf. Die Kunstschmiedearbeiten für die Kandelaber und Dekoration der Brücken-Hauptträger führte die Berliner Firma Ferd. Paul Krüger aus. Die Anschlussgeländer an den Auffahrten zur Brücke fertigte Schlossermeister Emil Schumann aus Zwickau, die zugehörigen Granitfelder aus Lausitzer Granit erstellte der Zwickauer Steinmetzmeister B. Mehlhorn. Nachdem die neue Konstruktion ihre Belastungsprobe mit Pferdefuhrwerken, Dampfwalze, Pferdewalze und weiteren Lastgeschirren (insgesamt 75,35 Tonnen) bestanden hatte, erfolgte am 28. Oktober 1900 die Verkehrsfreigabe. Vom 15. Juni bis 1. Juli 1945 diente die Paradiesbrücke als eine Art Grenzübergang. Die Mulde bildete die Demarkationslinie zwischen sowjetisch und amerikanisch besetztem Gebiet in Zwickau. Seit 1979 ist die Paradiesbrücke für den Fahrverkehr gesperrt. 2002 wurde die Paradiesbrücke umfassend saniert. | 09231372 |
|                                         | sogenanntes Ebertschlösschen: Villa (mit Innenausstattung), Villengarten und Bedienstetenwohnhaus (mit Stallgebäude) sowie Reste der Einfriedung | Äußere Dresdner Straße 1 (Karte) | 1868–1870                   | markanter Klinkerbau, landschaftsprägend, von baugeschichtlicher und personengeschichtlicher Bedeutung. in großem parkartigen Garten stehende Villa, Hanglage, erhöht, weithin sichtbar, über unregelmäßigem Grundriss mit markantem Eckturm, zweigeschossiger Klinkerbau mit Walmdach, der Turm mit Pyramidenhelm abschließend über rechteckigem Grundriss, im obersten Geschoss mit Zierfachwerk und kleinen Fachwerkerkern, mehrfache Vor- und Rücksprünge, Friese aus Klinkern, Fassade roter Klinker, Gestaltungselement Fenstereinfassungen gelber Klinker, Fenster zu Fenstergruppen oder Zwillingsfenstern zusammengefasst mit Sandsteinkämpfer, an der Westseite dreigeschossig, Sockelgeschoss in Bruchsteinmauerwerk, originale Fenstergitter und Geländer, an der Südseite zweigeschossiger Erkervorbau aus Sandstein über polygonalem Grundriss mit Austritt aus dem 1. Obergeschoss, hier Oberlichter kleeblattförmig ausgebildet, an der Ostseite Haupteingang mit offener Vorhalle, diese mit Kreuzrippengewölbe und auf drei mächtigen Rundsäulen ruhenden Bögen, im Inneren reiche Ausstattung erhalten geblieben, so u. a. Parkettböden, farbig gefasste Holzdecken mit Schablonenmalerei, Holztäfelungen, Treppen und mit Schnitzereien verzierte Eichentüren, Garten: verwildert, teilweise alter Baumbestand und vermutlich Reste der alten Wegeführung erhalten, Gauben, Treppengiebel, Blumenhaus, Pavillon und Veranda sind leider nicht erhalten geblieben, Nebengebäude: Bedienstetenwohnhaus, Klinker, Satteldach, rechteckiger Grundriss, Einfriedung (Nebenanlage): Reste an der Mulde, Ziegelmauerwerk, Ziegelpfosten und Torbogen mit originaler Eisentür, 1987 durch den VEB Denkmalpflege originalgetreu, unter Verwendung von Originalteilen, rekonstruiert Denkmalwert: Personengeschichtliche Bedeutung – Wohnhaus des ehemaligen „Kohlenbarons Ebert“, Besitzer des Kohlenwerkes am Brückenberg und der Rittergüter Klösterlein und Niedermosel, Baugeschichtliche Bedeutung – Das im neugotischen Stil erbaute Ensemble gehört zu den meisterhaften Frühwerken des Architekten Gotthilf Ludwig Möckel. Es hat durch die exponierte Lage am Hang des östlichen Muldeufers und die Wechselwirkung mit der Paradiesbrücke eine herausgehobene städtebauliche und landschaftsprägende Wirkung und so eine bemerkenswerte identitätsstiftende Wertigkeit für die Bürger Zwickaus. | 09231370 |